# AnnaMaria Fredholm
AnnaMaria Fredholm, född Jansson 6 mars 1979, är en svensk journalist och sportkommentator.

## Biografi
Fredholm växte upp i Vargön och bor numera i Stockholm. Hon är utbildad kulturvetare och journalist. Sedan 2006 har Fredholm arbetat som sportreporter på bland annat Sportbladet och Dagens Nyheter. Sedan 2008 har hon framför allt arbetat som reporter, kommentator och programledare på TV där hon bland annat bevakat skidskytte för SVT Sport. I mars 2013 blev hon den första kvinnan i Sverige som kommenterade en match i herrfotboll.
I januari 2013 debuterade Fredholm som författare på Norstedts förlag med den skönlitterära romanen Välkommen ut på andra sidan. Boken beskrivs som "en vardagsroman med feministiska förtecken" där en recensent skriver att Jansson (numera Fredholm) "väljer att varken krångla till, förenkla, överromantisera eller skämta bort på ett sätt som är vanligt i typisk chick lit", och att hon utifrån tre högst rimliga personer och händelser skildrar hur vänner kan vara familj, och att en kris eller förändring kan leda till något gott.
Fredholm och Mikael Appelgren var ett av de tävlande paren i den 30:e säsongen av På spåret 2019/2020.